# La Femme de mon frère (film, 2019)
Pour les articles homonymes, voir La Femme de mon frère (film, 2005).
Pour plus de détails, voir Fiche technique et Distribution.
La Femme de mon frère est un film québécois réalisé par Monia Chokri, sorti en 2019 et mettant en vedette Anne-Élisabeth Bossé, Patrick Hivon et Evelyne Brochu.

## Synopsis
Bien qu'elle détienne un doctorat, Sophia, 35 ans, se retrouve sans emploi, endettée de 48 000 dollars par ses études et, en plus, enceinte. Elle vit chez son frère Karim, dont elle est très proche. Ce dernier l'accompagne même chez sa gynécologue lors de son avortement. Mais leur relation change lorsque Karim tombe en amour avec Éloïse, la gynécologue, et qu'il délaisse sa sœur.

## Fiche technique
Sources : IMDb et Films du Québec
- Titre original : La Femme de mon frère
- Réalisation et scénario : Monia Chokri
- Musique : Olivier Alary
- Direction artistique : Éric Barbeau
- Costumes : Patricia McNeil (en)
- Maquillage : Annick Legout
- Coiffure : Marie-Josée Fournier
- Photographie : Josée Deshaies
- Son : François Grenon, Sylvain Bellemare, Francis Gauthier et Luc Boudrias
- Montage : Monia Chokri et Justine Gauthier
- Production : Nancy Grant et Sylvain Corbeil
  - Production déléguée : Monia Chokri et Michel Merkt
- Société de production : Metafilms
- Société de distribution : Les Films Séville
- Budget : 3,2 millions $ CA
- Pays de production :  Canada
- Langue originale : français
- Format : couleur — 1,66:1 — 35 mm
- Genre : comédie dramatique
- Durée : 117 minutes
- Dates de sortie :
  - France : 15 mai 2019 (première mondiale au Festival de Cannes) ; 12 juin 2019 (Festival de Cabourg) ; 26 juin 2019 (sortie nationale)
  - Canada : 30 mai 2019 (première canadienne au théâtre Outremont[2]) ; 7 juin 2019 (sortie en salle au Québec)
  - Belgique : 17 juillet 2019

## Distribution
- Anne-Élisabeth Bossé : Sophia
- Patrick Hivon : Karim, le frère de Sophia
- Sasson Gabai : Hichem, le père de Sophia et Karim
- Evelyne Brochu : Éloïse, la conjointe de Karim
- Mani Soleymanlou : Jasmin
- Micheline Bernard : Lucie, la mère de Sophia et Karim
- Magalie Lépine-Blondeau : Anabelle Lajoie
- Niels Schneider : Alex
- Noah Parker : Steeven «Stick» Caron
- Marie Brassard : Lise Poitras
- Paul Savoie : Paul Sauveur
- Maurice De Kinder : Gilles Saint-Jacques
- Carmen Sylvestre : Francine
- Amélie Dallaire : Mireille
- Jocelyne Zucco : Gisèle
- Joëlle Paré-Beaulieu : Catherine
- Kimberly Laferrière : Julia
- Mylène Mackay : Émilie

## Accueil

### Accueil critique
En France, le site Allociné propose une moyenne de 3,2/5 à partir de l'interprétation des critiques de presse recensées.

### Box-office
- France : 160 936 entrées[4]

## Distinctions
Sauf indication contraire, les informations mentionnées dans cette section peuvent être confirmées par la base de données cinématographiques IMDb,  présente dans la section « Liens externes ».

### Récompenses
- Festival de Cannes 2019 : Prix Coup de cœur du jury dans la section Un certain regard[5]
- Vevey International Funny Film Festival 2019 : VIFFF d'or et prix du jury des jeunes[6]

### Sélections
- Festival de Cannes 2019 : en compétition pour le prix Un certain regard et pour la Caméra d'or
- Festival du film de Hambourg 2019 : en compétition pour le Young Talent Award du long métrage
- Festival du film de Motovun 2019 : en compétition
- Festival IndieLisboa 2020 : en compétition pour le prix Silvestre du long métrage

### Nominations
- Prix Iris 2020[7] :
  - Meilleur film
  - Meilleure réalisation pour Monia Chokri
  - Meilleure interprétation féminine dans un premier rôle pour Anne-Élisabeth Bossé
  - Meilleure interprétation masculine dans un premier rôle pour Patrick Hivon
  - Meilleure interprétation masculine dans un rôle de soutien pour Sasson Gabai
  - Meilleur montage pour Monia Chokri et Justine Gauthier
  - Meilleure direction de la photographie pour Josée Deshaies
  - Meilleurs costumes pour Patricia McNeil (en)
  - Meilleure direction artistique pour Éric Barbeau
  - Prix du public
  - Prix du film s'étant le plus illustré hors du Québec
- Prix Écrans canadiens 2020 :
  - Meilleure direction de la photographie pour Josée Deshaies
  - Meilleurs costumes pour Patricia McNeil (en)